# Vihtra
Vihtra är en ort i Estland. Den ligger i kommunen Vändra kommun och landskapet Pärnumaa, i den sydvästra delen av landet, 100 km söder om huvudstaden Tallinn. Vihtra ligger 26 meter över havet och antalet invånare är 309.
Terrängen runt Vihtra är mycket platt. Runt Vihtra är det mycket glesbefolkat, med 6 invånare per kvadratkilometer. Närmaste större samhälle är Vändra, 6,8 km norr om Vihtra. Omgivningarna runt Vihtra är en mosaik av jordbruksmark och naturlig växtlighet.